# Grevinde af Frederiksborg
Titlen Grevinde af Frederiksborg er en personlig adelstitel, som Dronning Margrethe den 16. april 2005 tildelte sin tidligere svigerdatter, Grevinde Alexandra – sandsynligvis en hentydning til hendes og Prins Joachims vielse i Frederiksborg Slotskirke.
Titlen er placeret i Rangfølgens klasse I nr. 1 med dertil hørende prædikat af Excellence.